# 変わり兜
変わり兜（かわりかぶと）は、頭形兜（ずなりかぶと）、突盔形兜（とっぱいなりかぶと）等の鉢自体に装飾を施した兜。当世具足の兜（「当世兜」）の1つとして、慶長年間をピークに室町時代末期から江戸時代初期にかけて流行した。「形象兜」「形兜（なりかぶと）」とも呼ばれる。

## 概要
古くから日本の武将は、戦場において華麗な甲冑・軍装で自らを敵や味方に誇示してきたが、16世紀半ばからは兜の立物のみならず、さらに兜の鉢全体に装飾が施されているのが特徴である変わり兜が登場した。
変わり兜には、鉢の上に和紙や皮革、動物の毛などで装飾を施したものと、鉢の形状自体を加工して作ったものがある。動植物・器物・地形・神仏などあらゆるものをモチーフにし、当時の武士の気性を反映した奇抜なデザインが多い。江戸時代に入ると工芸技術の向上により、更に多様な装飾性の強い変わり兜が作られるようになった。
烏帽子形、兎形、茄子形、鯰尾形、合子形、一の谷形などがある。
張懸
紙や革で作った張り子の上から漆を塗って強度を保つ技法。この手法で作られた兜を張懸兜と呼ぶ。

## ギャラリー

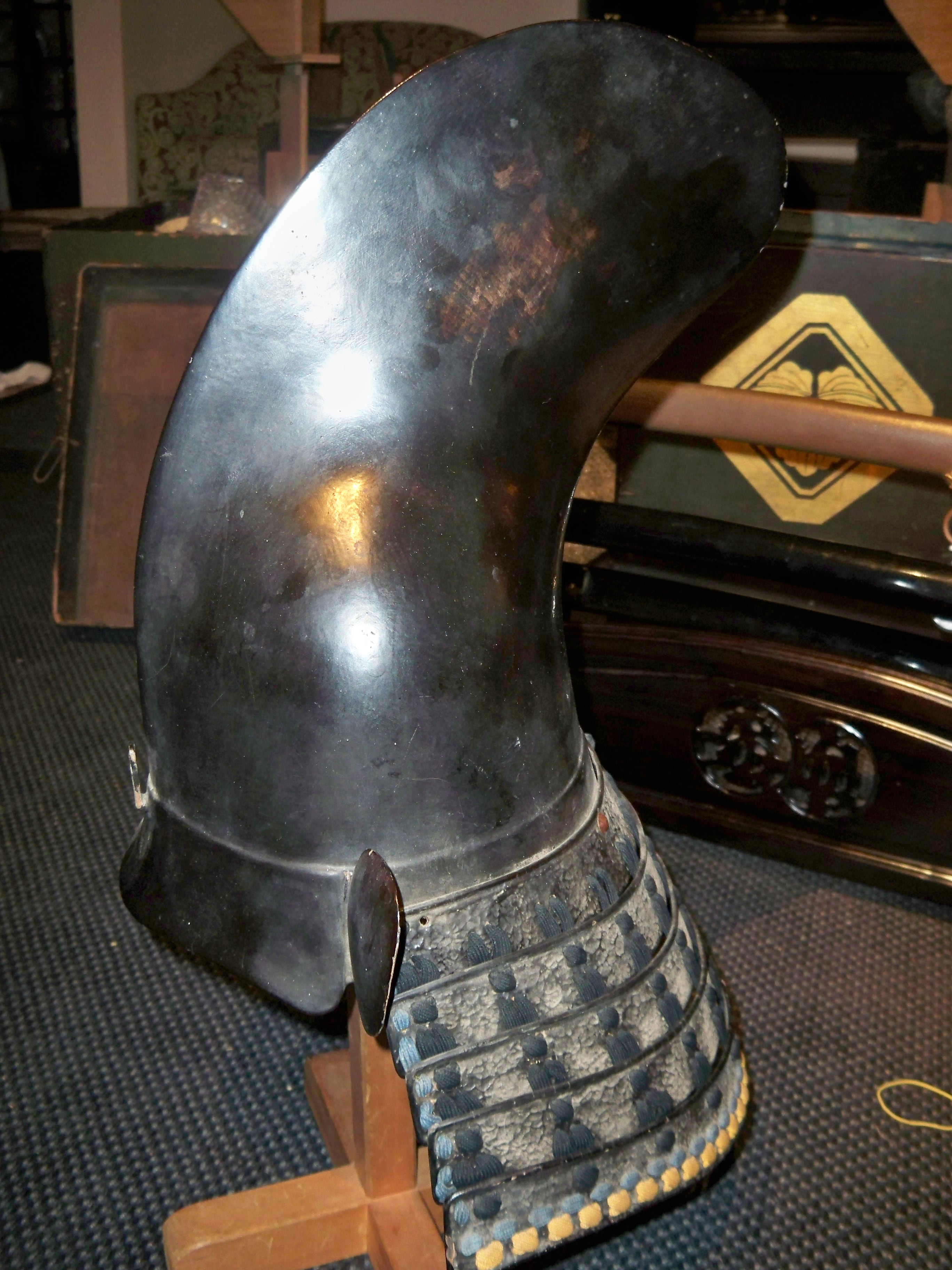
烏帽子形（えぼしなり）の兜
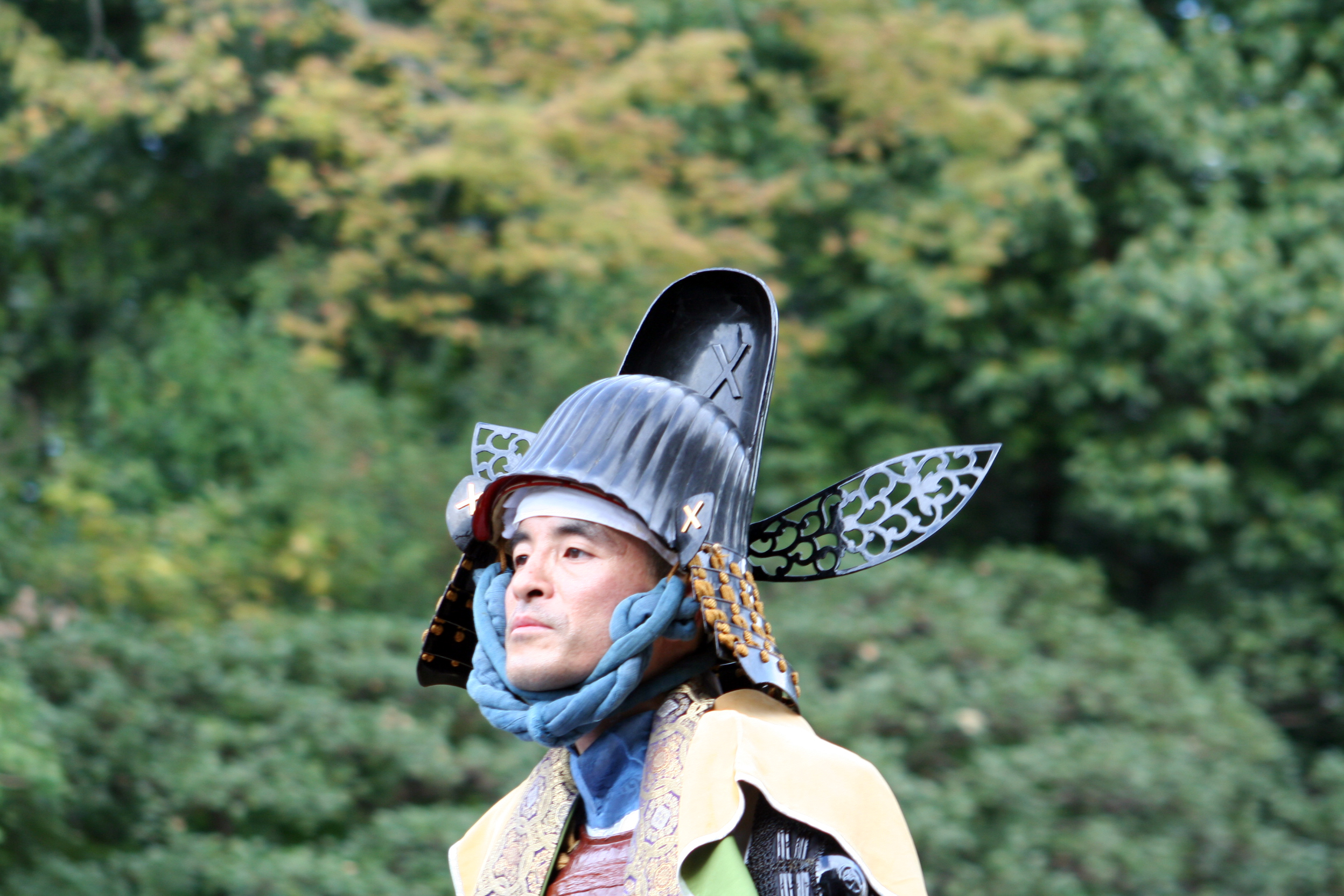
唐冠形（とうかんなり）の兜。中国の冠を模している
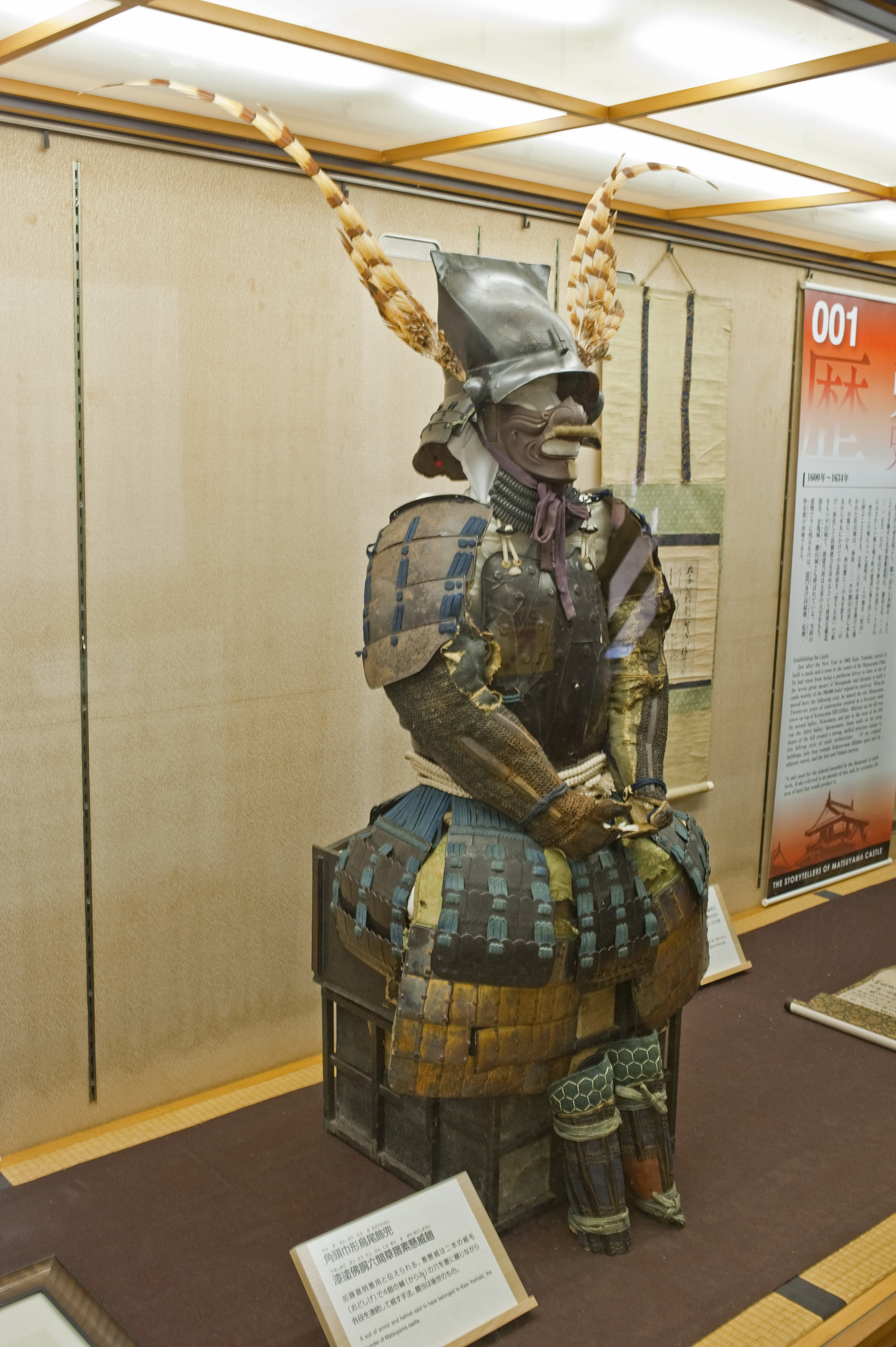
角頭巾形（すみずきんなり）の兜を持つ当世具足
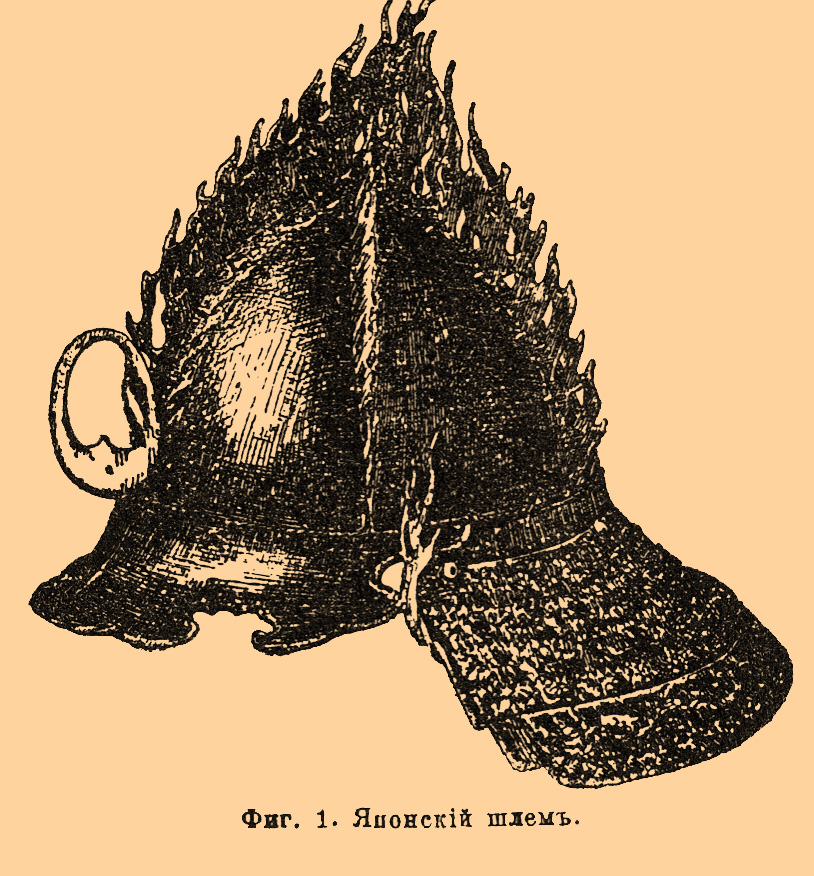
宝珠形（ほうじゅなり）の兜
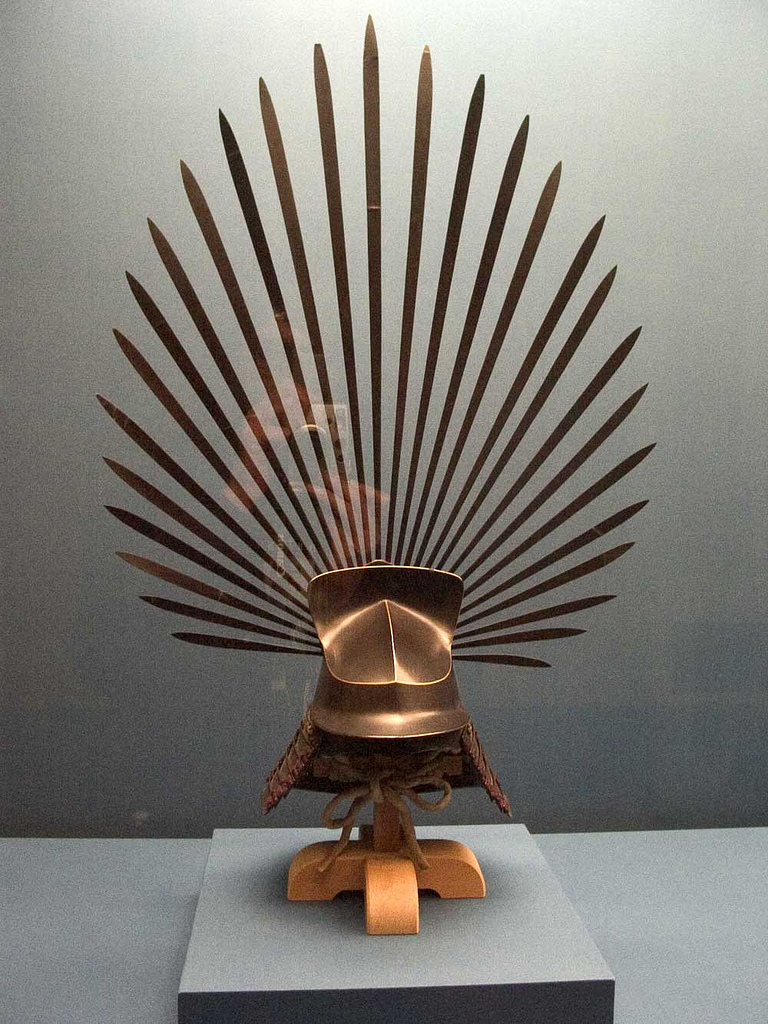
一の谷馬藺（いちのたに ばりん）の兜。一の谷形兜に、馬藺の後立が組み合わせてある。
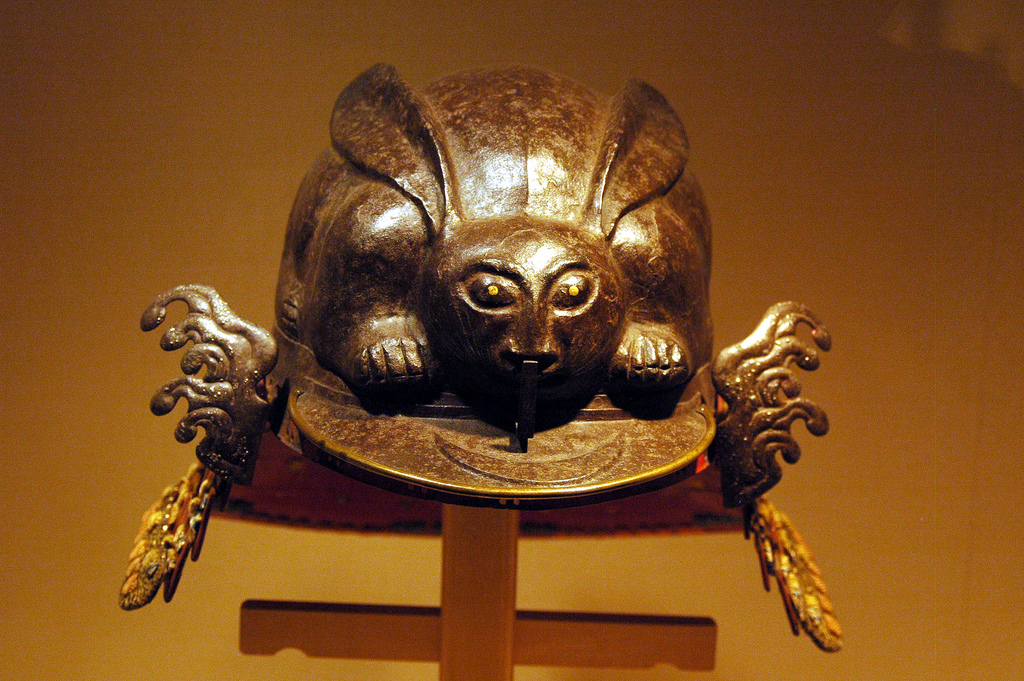
兎形（うさぎなり）の兜
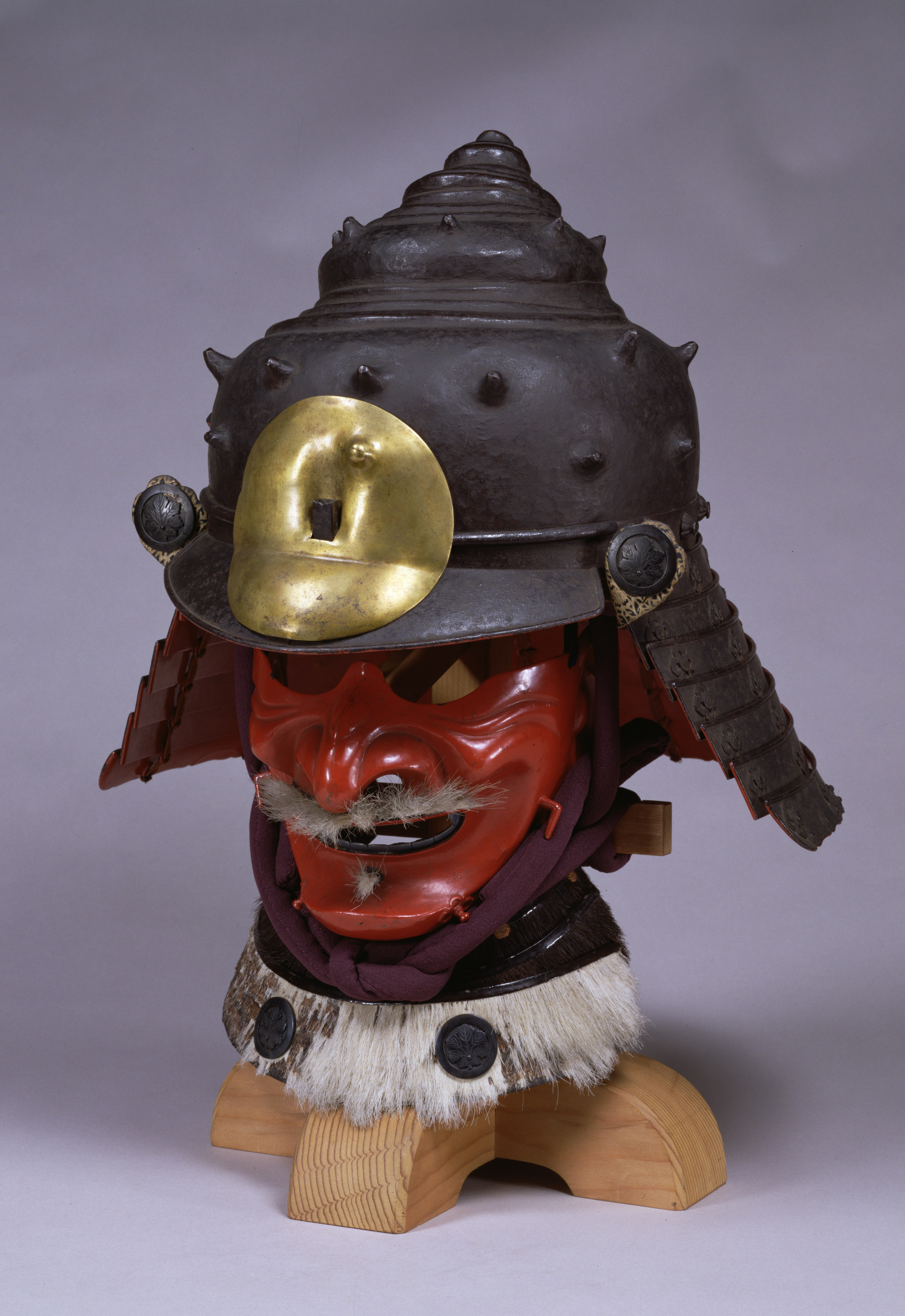
栄螺形（さざえなり）の兜。東京国立博物館所蔵のF-19977 白糸威二枚胴具足(しろいとおどしにまいどうぐそく)に付属する
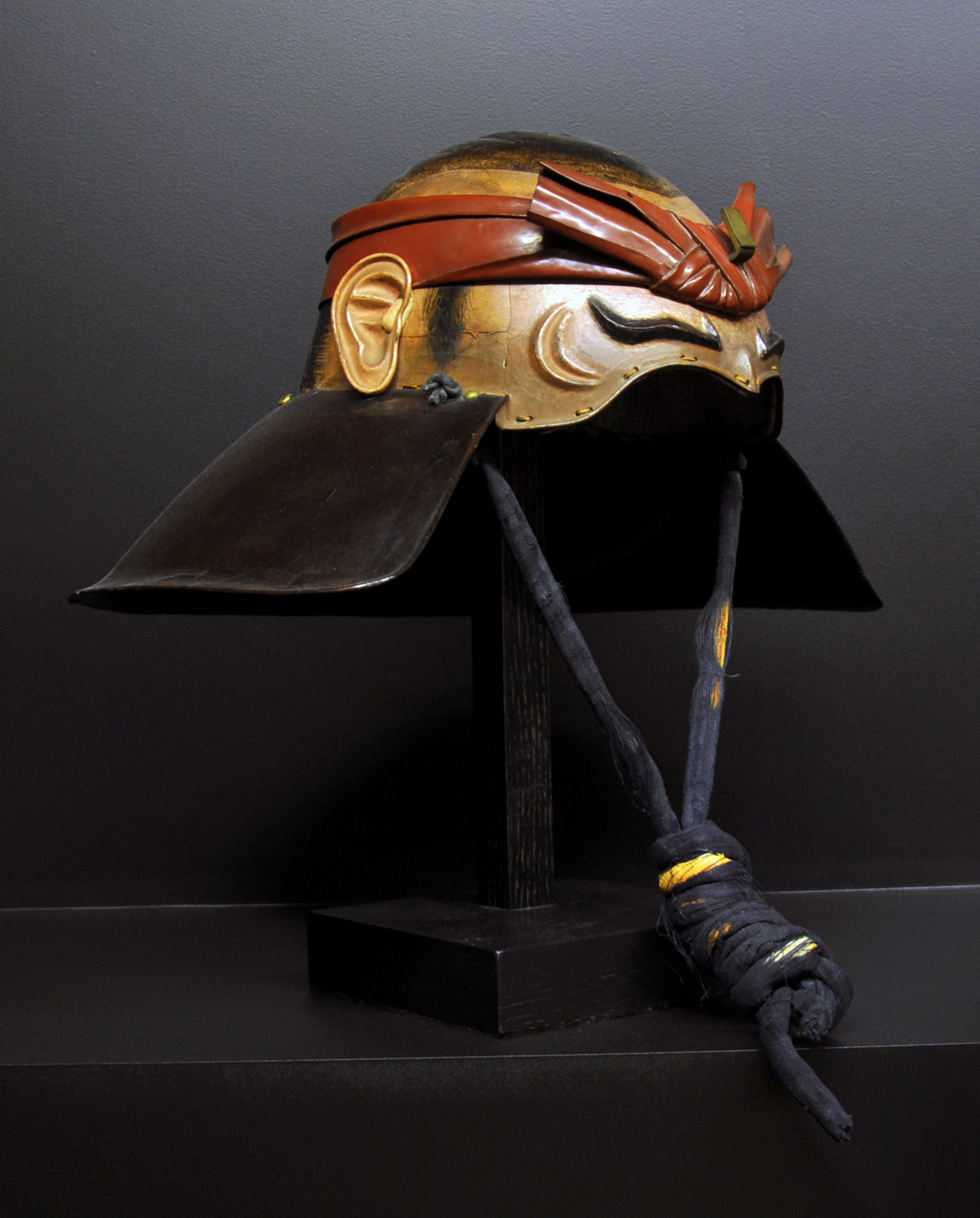
野郎頭形（やろうがしらなり）の兜。兜を用いず、鉢巻きだけを着用した頭部に見せる
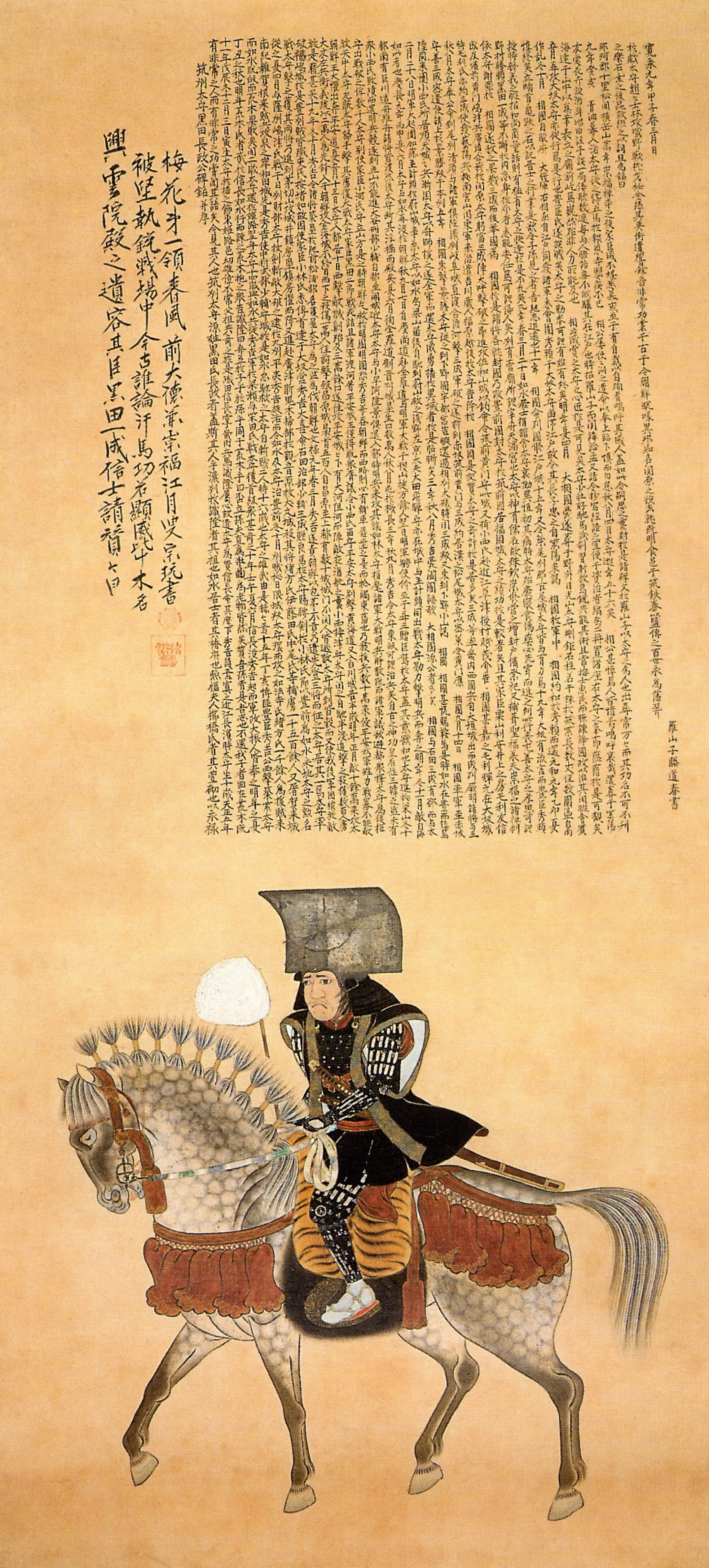
一の谷兜を着用した黒田長政像
名古屋市中村区中村町字木下屋敷の妙行寺内にある加藤清正像。長烏帽子形(ながえぼしなり)の兜

## 関連書籍
- 宮崎隆旨 編集 『戦国変わり兜』 （角川書店、1984年5月30日）
- 須藤茂樹 解説『戦国武将変わり兜図鑑』（新人物往来社ビジュアル選書、2010年） ISBN 978-4-404-03858-6
- 笠原采女 編著 藤本巖 監修『【決定版】 図説・戦国の変わり兜』（学習研究社、2010年） ISBN 978-4-05-605725-6